# Större gruvor i Vallonien
Större gruvor i Vallonien är sedan 1 juni 2012 ett av Belgiens världsarv. Det består av fyra kolgruvor i Vallonien:
- Grand-Hornu i Boussu
- Bois-du-Luc i La Louvière
- Bois du Cazier i Charleroi
- Blegny-Mine i Blegny

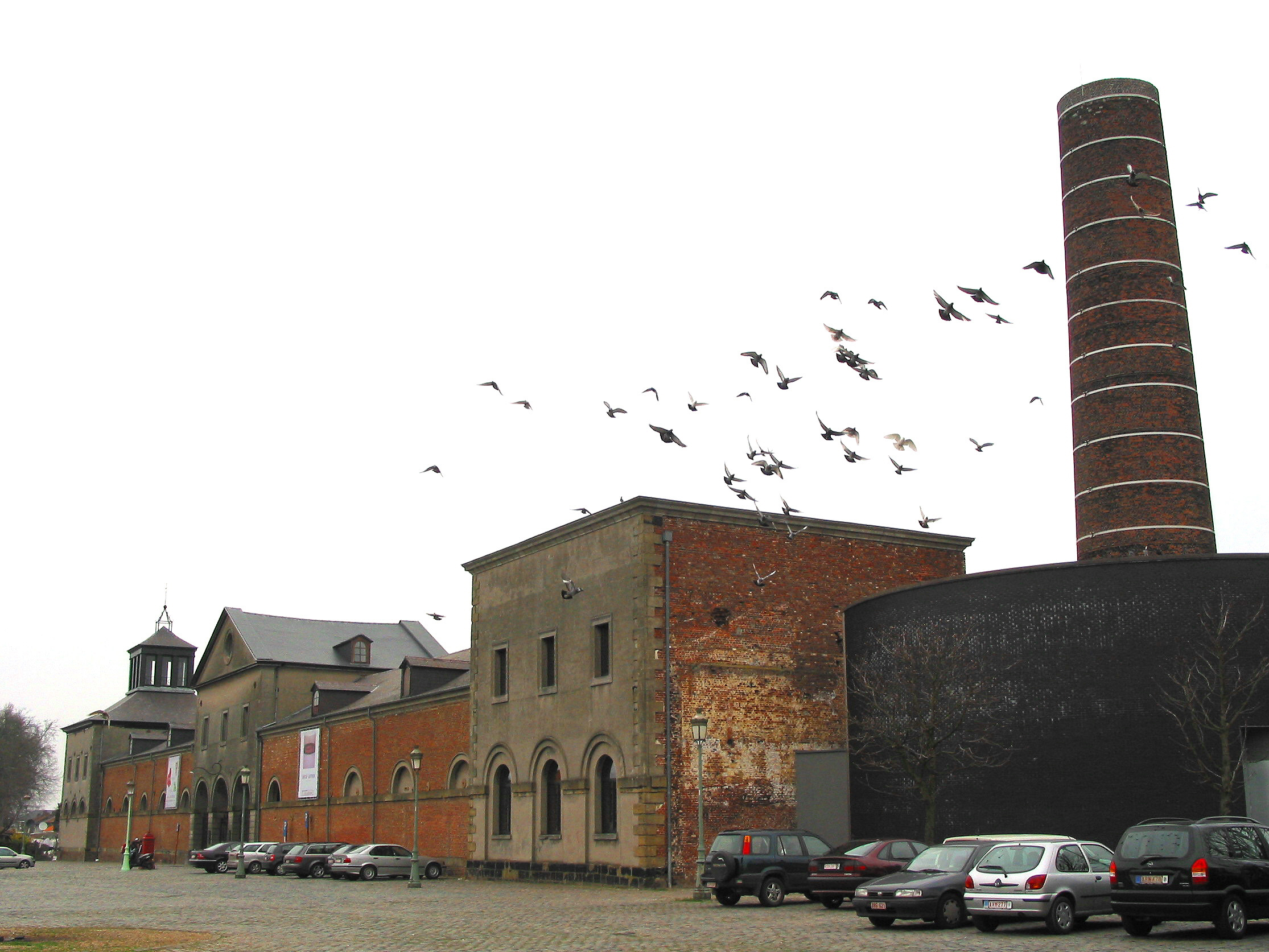
Grand-Hornu
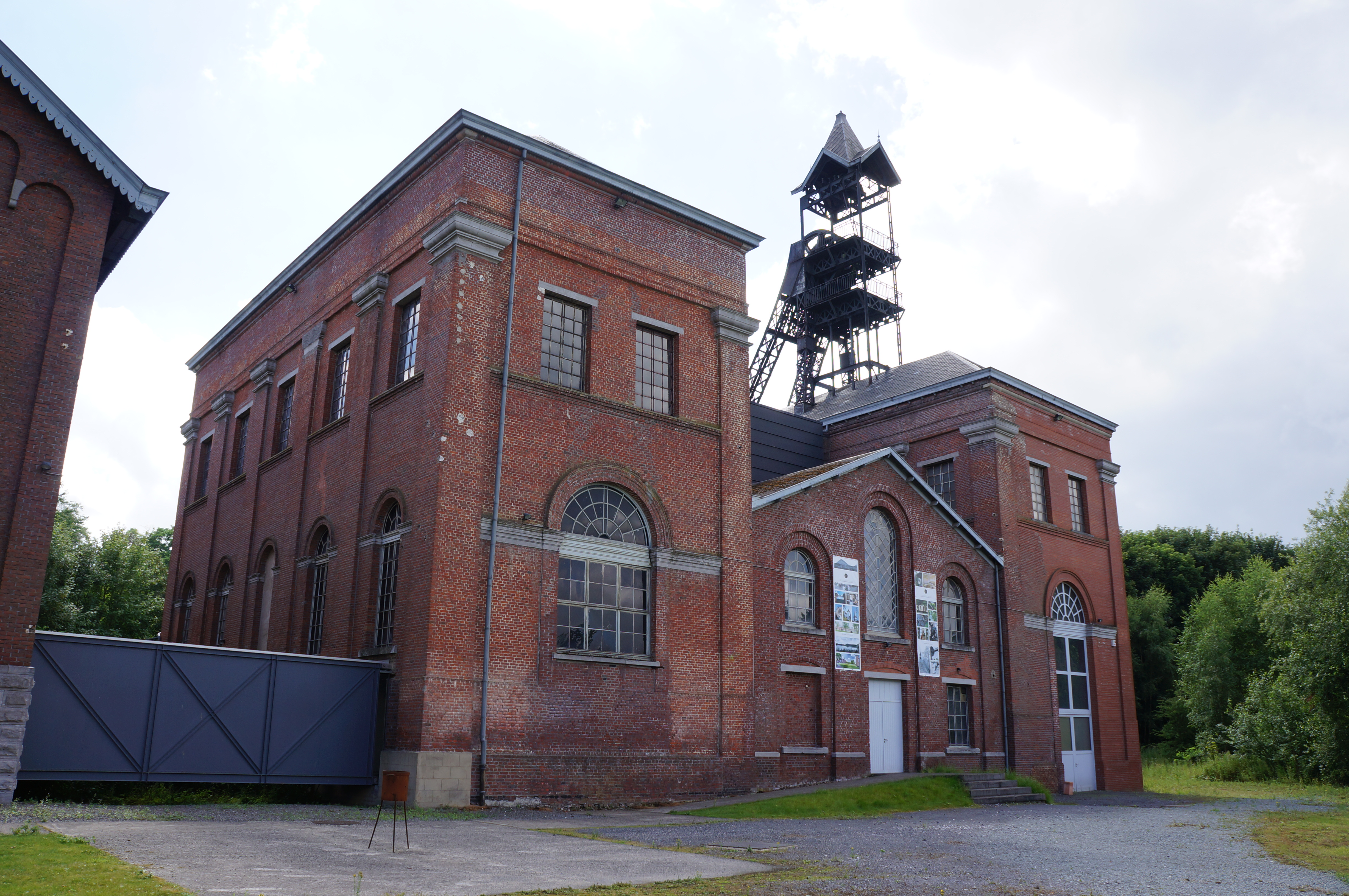
Bois-du-Luc
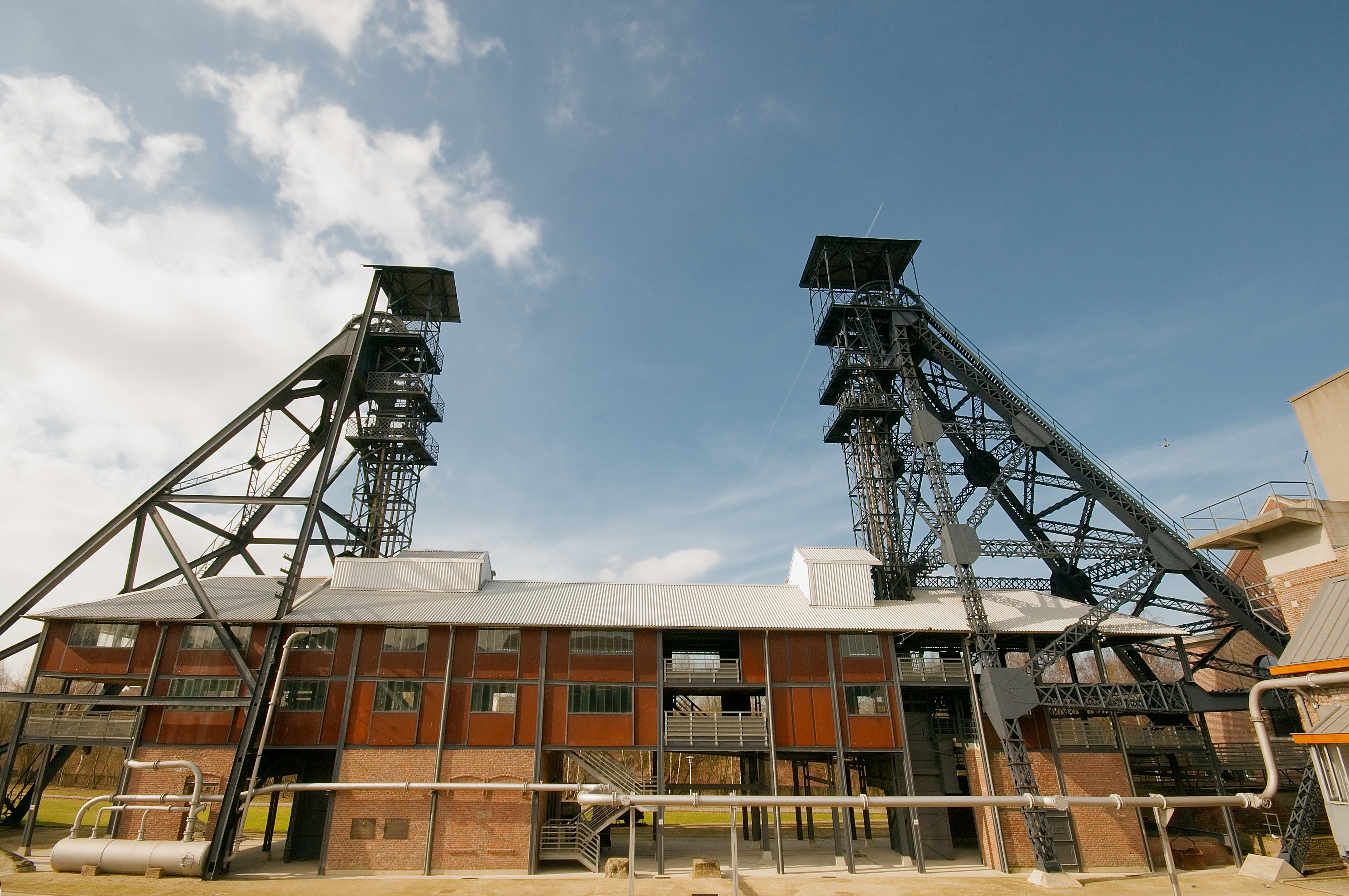
Bois du Cazier
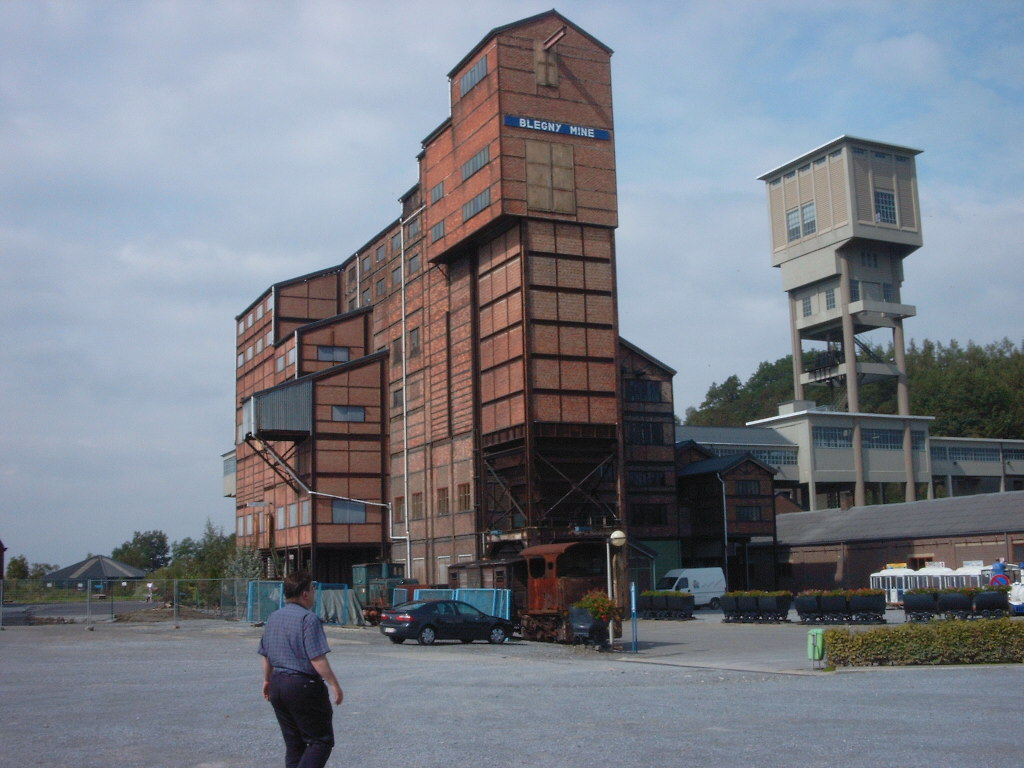
Blegny-Mine

## Historik
Under den industriella revolutionen på 1800-talet kom gruvnäringen och den tunga industrin att utgöra en stor del av Belgiens ekonomi. De flesta av dessa gruvor och industrier byggdes upp i Sillon industriel ("Industrifåran" på franska), en landremsa genom landet där flera av Valloniens större städer ligger. De gruvor som ingår i världsarvet ligger alla i eller nära detta område. Gruvaktiviteten i området minskade kraftigt under 1900-talet och idag är de fyra världsarvsgruvorna inte längre i drift, istället har de omvandlats till museer öppna för allmänheten.